# سان سيباستيان دي لا غوميرا
بلدية سان سيباستيان دي لا غوميرا (بالإسبانية: San Sebastián de la Gomera) هي بلدية تقع في مقاطعة سانتا كروث دي تينيريفه التابعة لمنطقة جزر الكناري جنوب غرب إسبانيا.

## الديموغرافيا
بلغ عدد سكان بلدية سان سيباستيان دي لا غوميرا 9.120 نسمة عام 2011 (وفقاً للمعهد الوطني للإحصاء الإسباني).
| 6.199 | 6.274 | 7.138 | 8.445 | 8.515 | 8.965 | 9.120 |

## توأمة
لسان سيباستيان دي لا غوميرا اتفاقيات توأمة مع:
- بالوس دي لا فرونتيرا